# Le Bourg-Saint-Léonard
Le Bourg-Saint-Léonard ist eine Ortschaft und eine ehemalige französische Gemeinde mit 391 Einwohnern (Stand: 1. Januar 2022) im Département Orne in der Region Normandie. Sie gehörte zum Arrondissement Argentan und zum Kanton Argentan-2.
Mit Wirkung vom 1. Januar 2017 wurden die bisherigen Gemeinden Silly-en-Gouffern, Aubry-en-Exmes, Avernes-sous-Exmes, Le Bourg-Saint-Léonard, Chambois, La Cochère, Courménil, Fel, Omméel, Saint-Pierre-la-Rivière, Exmes, Survie, Urou-et-Crennes, Villebadin zu einer Commune nouvelle mit dem Namen Gouffern en Auge zusammengeschlossen und haben in der neuen Gemeinde den Status einer Commune déléguée. Der Verwaltungssitz befindet sich im Ort Silly-en-Gouffern.

## Lage
Nachbarorte von Le Bourg-Saint-Léonard sind Aubry-en-Exmes im Nordwesten, Fel im Norden, Villebadin im Osten, Le Pin-au-Haras im Süden und Silly-en-Gouffern im Südwesten.

## Bevölkerungsentwicklung
| Jahr      | 1962 | 1968 | 1975 | 1982 | 1990 | 1999 | 2008 | 2015 |
| --------- | ---- | ---- | ---- | ---- | ---- | ---- | ---- | ---- |
| Einwohner | 479  | 445  | 411  | 372  | 392  | 382  | 440  | 412  |

## Sehenswürdigkeiten
- Das Schloss von Le Bourg-Saint-Léonard, seit dem 25. Februar 1942 ein Monument historique
- Die Kirche Saint-Gilles, seit dem 15. Juli 1971 ein Monument historique

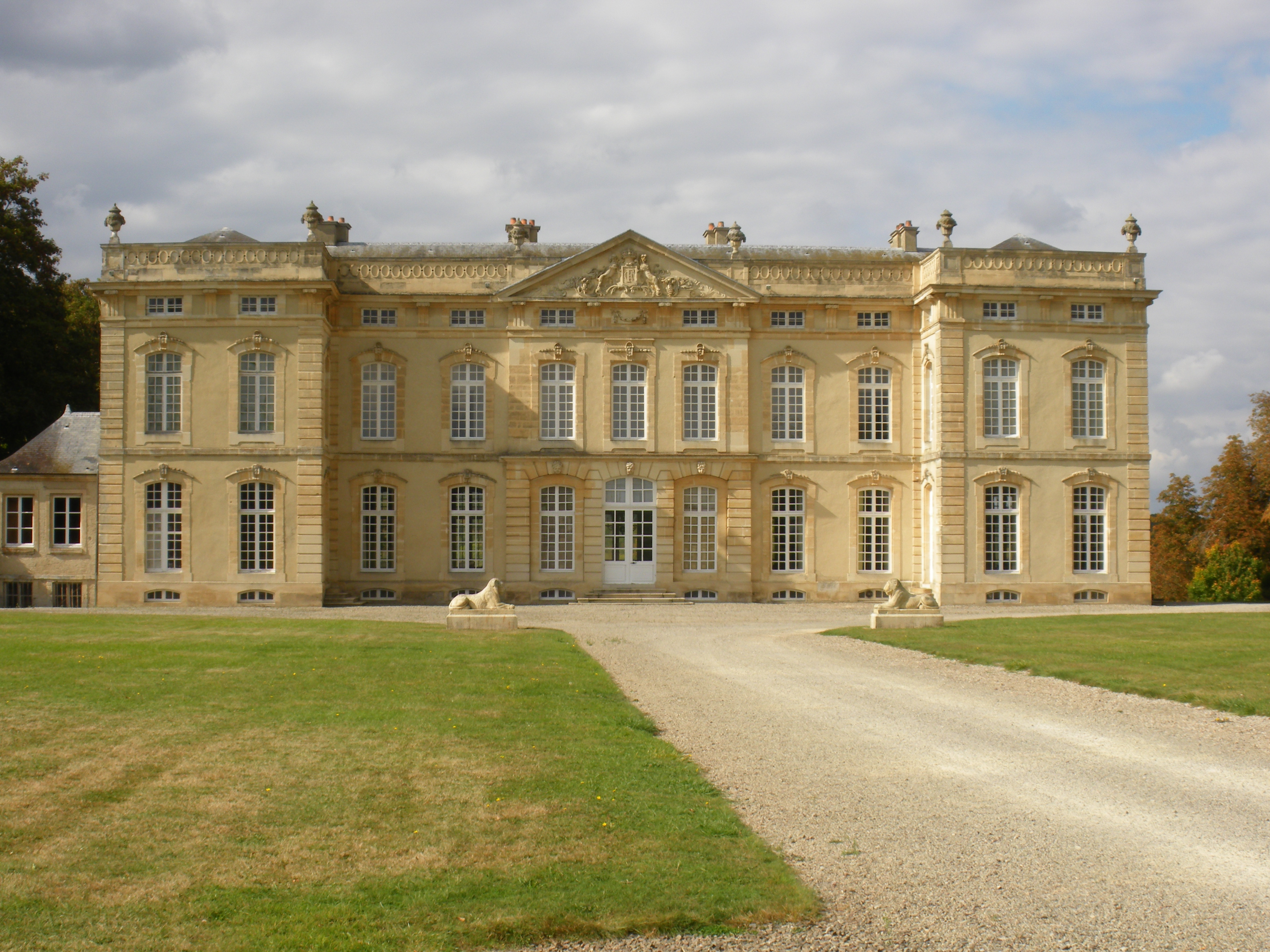
Das Schloss von Le Bourg-Saint-Léonard
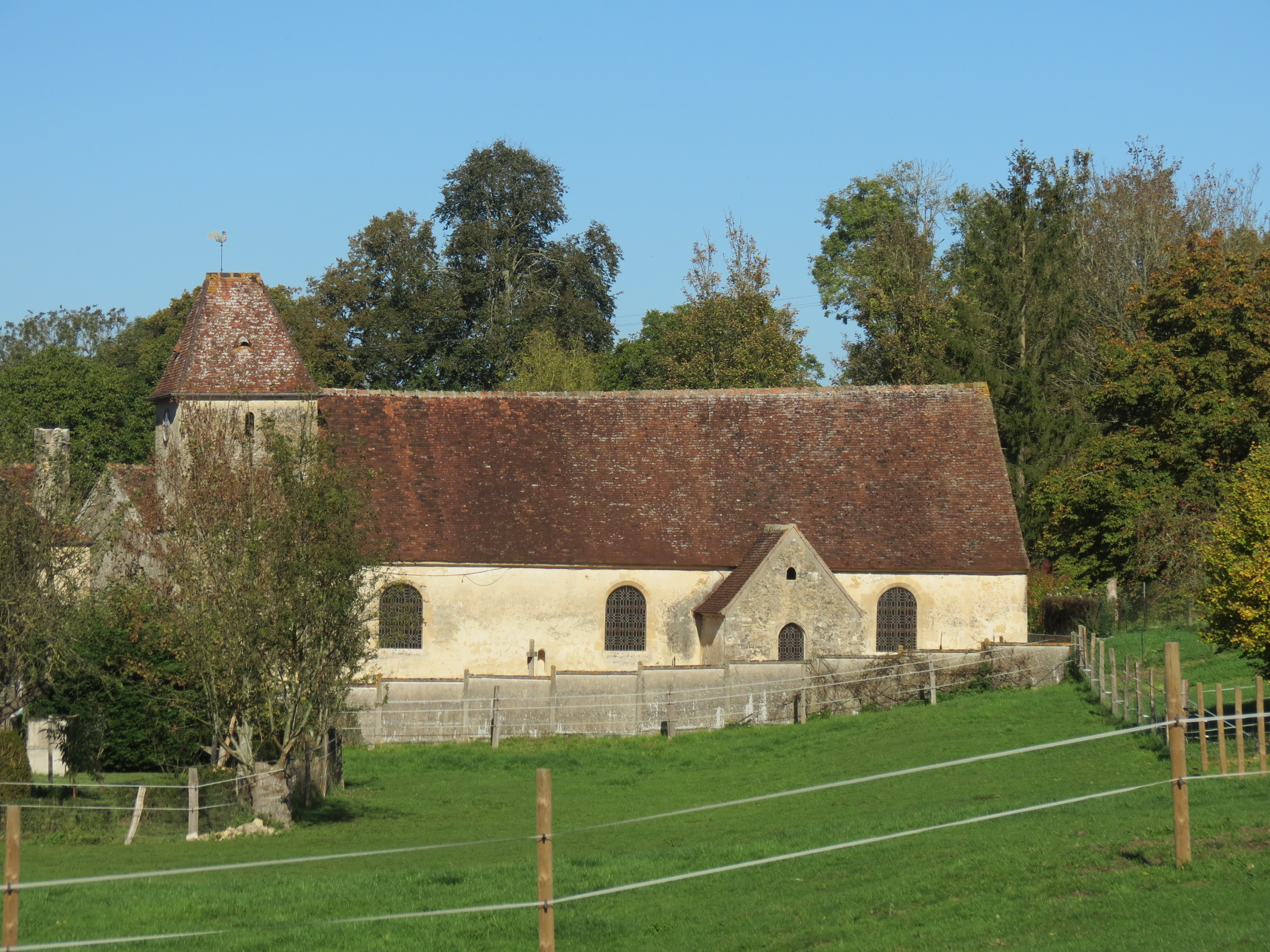
Kirche Saint-Gilles

## Persönlichkeiten
- Jean-Marie Lavalou (1946–2022), Filmtechniker